# Kale Akte
Kale Akte (altgriechisch Καλὴ Ἀκτὴ „schönes Vorgebirge“), auch Kalakta (Καλάκτα; lateinisch Calacte), war eine antike Stadt an der Nordküste Siziliens in der Nähe des heutigen Caronia.
Sie wurde 446 v. Chr. von Sikelern und Kolonisten aus Korinth unter der Führung des Duketios gegründet. Über die weitere Geschichte der Stadt ist wenig bekannt, doch scheint sie in hellenistischer Zeit eine gewisse Bedeutung gehabt zu haben, wie ihre Münzprägung und ihre Beziehungen zum Heiligtum von Delphi zeigen. Im 1. Jahrhundert v. Chr. plünderte der römische Statthalter Gaius Verres die Stadt. Kale Akte war der Geburtsort des Historikers Silenos und des Rhetors Kaikilios (Caecilius).
An archäologischen Resten ist vor allem ein Wasserreservoir erhalten.